# Malči Belič
Malči Belič, slovenska predvojna organizatorka delavskega gibanja, narodna herojka Jugoslavije, * 7. julij 1908, Ljubljana, † 31. januar 1943, Ljubljana.

## Življenjepis
Beličeva je pred vojno delovala v delavskem gibanju. Aktivna je bila tudi v društvu Svoboda. Takoj po okupaciji se je vključila v NOB. Bila je sekretarka terenskega, kvartnega in nekaj časa tudi rajonskega odbora OF na Viču in vzdrževala zvezo med Ljubljano in Polhograjskimi Dolomiti. V KPS je bila sprejeta 1942. Januarja 1943 so jo italijanski fašisti aretirali in jo do smrti mučili.